# City of Merri-bek
City of Merri-bek (tot september 2022 City of Moreland) is een Local Government Area (LGA) in Australië in de staat Victoria. City of Merri-bek telt 136.596 inwoners. De hoofdplaats is Coburg.